# Fairouz Ai
Fairouz Ai (ファイルーズ あい, Fairūzu Ai), née le 6 juillet 1993 à Tokyo, est une seiyū et chanteuse japonaise.
Fairouz Ai commence sa carrière en obtenant l'un des rôles principaux de l'anime Dumbbell nan-Kilo moteru? en 2019. Elle s'installe peu à peu comme une valeur sûre de la nouvelle génération de seiyū. En 2021, le studio David Production annonce que Fairouz Ai est la doubleuse de Jolyne Kujo, personnage principal de JoJo's Bizarre Adventure: Stone Ocean. Elle devient ainsi la première femme à doubler un JoJo, après les cinq premiers héros de la série qui sont tous masculins.

## Biographie
Fairouz Ai naît à Tokyo d'une mère japonaise et d'un père égyptien. Elle est nommée Fairouz en référence à la chanteuse libanaise Fairuz. Fairouz Ai passe une partie de son enfance au Caire avant de venir au Japon. Lors de ses années lycée, elle devient familière avec l'univers du manga JoJo's Bizarre Adventure. Son intérêt grandissant envers la série l'amène à participer à des sessions de lecture avec d'autres fans sur Skype. Fairouz Ai désire entamer une carrière de seiyū mais essuie dans un premier temps le refus de ses parents. Elle étudie alors dans une école de graphisme avant d'être assistante dentaire pendant un an. Une fois de l'argent économisé, Fairouz Ai décide de poursuivre son rêve et s'inscrit dans une école de doublage.
Une fois sa formation finie, Fairouz Ai rejoint Pro-Fit, une agence de doublage reconnue. En 2019, elle lance sa carrière de seiyū en obtenant notamment le rôle principal de l'anime shōnen Dumbbell nan-Kilo moteru?. Avec Kaito Ishikawa, elle chante l'opening de la série, intitulé Onegai Muscle. Fairouz Ai fait également de petites apparitions dans les séries à succès One Punch Man et Dr. Stone. L'année suivante, elle confirme sa montée en puissance en apparaissant dans huit anime. En mars 2020, Fairouz Ai reçoit le prix de la Nouvelle actrice à la 14e cérémonie des Seiyu Awards. Elle remercie sa famille et son public pour leur soutien et révèle : « Je n'avais pas confiance en moi, et j'ai eu l'impression que mon cœur allait se briser plusieurs fois, mais...
Mais je suis vraiment heureuse de ne pas avoir abandonné mon rêve de devenir actrice vocale. »
Le 4 avril 2021, Fairouz Ai est officiellement introduite comme la seiyū de Jolyne Kujo, personnage principal de Stone Ocean, sixième partie de l'anime JoJo's Bizarre Adventure. Au moment de sa présentation, et alors que les seiyū des précédents protagonistes de la série l'accueillent au sein de la famille des JoJo, elle se montre émue.

## Vie privée
Fairouz Ai a pour passion le dessin, les films d'horreur ainsi que la musculation. En raison de ses origines égyptiennes et d'une partie de son enfance passée au Caire, elle maîtrise l'arabe. Fan de JoJo's Bizarre Adventure, les autres anime qui l'ont poussée à devenir doubleuse sont, entre autres, Prison School, Sakigake!! Otokojuku ou encore Ken le Survivant.

## Filmographie

### Anime

#### Série
2019
- Cautious Hero: The Hero is Overpowered but Overly Cautious : Valkyrie
- Dumbbell : Combien tu peux soulever ? : Hibiki Sakura[7]
- Kedama no gonjirō (ja) : Membre du staff (épisode 5)
- Kandagawa Jet Girls (en) : Emily Orange
- Re:Stage! (en) : Idole
- DanMachi II : Commandant de peloton
- One Punch Man : Citoyenne A (saison 2, épisode 2)
- Dr. Stone : gens à travers le monde (épisode 1)

2020
- Je la vois déjà en haut de l'affiche : Eripiyo
- Kiratto Pri☆chan (en) : Alice Peperoncino
- Mewkledreamy (en) : Tokiwa Anzai
- Monster Girl Doctor (en) : Kay Arte
- Yashahime: Princess Half-Demon (en) : Takechiyo
- By the Grace of the Gods : Jane
- Great Pretender : une femme (épisode 7)
- Fruits Basket : une étudiante (saison 2, épisode 4)

2021
- Tropical-Rouge! Pretty Cure : Manatsu Natsuumi
- Full Dive : L'ultime RPG est encore plus foireux que la réalité (en) : Alicia
- JoJo's Bizarre Adventure: Stone Ocean : Jolyne Kujo

2022
- Chainsaw Man : Power[8]
- The Eminence in Shadow : Delta[9]
- Skeleton Knight in Another World : Ariane Glenys Maple[10]

2023
- Je me fais isekai pour la deuxième fois... Ça commence à faire beaucoup. : Levia[11]
- The Most Heretical Last Boss Queen : Pride[12]
- Ragna Crimson (en) : Slime[13]
- Scott Pilgrim prend son envol : Ramona Flowers[14]
- The Vexations of a Shut-In Vampire Princess (en) : Nélia Cunningham[15]

2024
- Magilumiere Co. Ltd. : Kana Sakuragi[16]
- Mayonaka Punch : Live[17]
- The Seven Deadly Sins: Four Knights of the Apocalypse : Gauvain[18]
- Villainess Level 99: I May Be the Hidden Boss but I'm Not the Demon Lord : Eumiella Dolkness[19]

#### Film
2020
- Happy-Go-Lucky Days (en) : Sayoko[20]

#### OVA
2019
- Zenonzard: The Animation (ja) : Ruri Minamino[21]

### Jeu vidéo
2022
- The Eminence in Shadow: Master of Garden : Delta[22]

2023
- Armored Core VI: Fires of Rubicon (ja) : Ayre

2025
- Genshin Impact : Varesa

## Récompense
- 2020 : Prix de la Nouvelle actrice aux Seiyu Awards